# We Are the World
A We Are the World című dal a USA for Africa nevű jótékonysági supergroup dala, amelyet 1985-ben rögzítettek. A dalt Michael Jackson és Lionel Richie szerezte, producerei Quincy Jones és Michael Omartian voltak. A We Are the World című albumon jelent meg.
A Band Aid Do They Know It’s Christmas? című, az Egyesült Királyságban született dalának mintájára merült fel az ötlet Harry Belafonte amerikai színészben és aktivistában, hogy Amerikában is készítsenek egy jótékonysági kislemezt, amelynek segítségével támogathatják az afrikai éhező embereket. Belafonte Ken Kragennel, a segélyszervezet alapítójával kezdte el a munkát. Számos zenész jelentkezett, hogy megírja a dalt, mielőtt Jacksonra és Richie-re esett a választás. A szerzőpáros 1985 elején több hónapos munka után, egy nappal a felvétel kezdete előtt fejezte be a dalírást. 1985. február 28-án volt a lemezfelvétel utolsó napja. A történelmi esemény a zeneipar legismertebb zenészeit hozta össze erre az alkalomra.
A dal 1985. március 7-én jelent meg, az album egyetlen kislemezeként. Világszerte nagy sikert aratott, mindenhol a slágerlisták élén állt és az amerikai pop kislemezek történetének leggyorsabban eladott lemeze lett. Ez volt a legelső kislemez, amely többszörös platinalemez minősítést kapott a RIAA-tól – négyszeres platinalemez lett. A kritikusok vegyes fogadtatásban részesítették, de a rajongók örültek, hogy különböző nemzetiségű és zenei stílusú művészeket hallhattak egy felvételen, és elégedettek voltak a dallal, főként annak tudatában, hogy a bevételeket jótékony célra fogják fordítani. Mások, köztük számos rockújság kommentátora csalódott volt, hogy a dal nem foglalkozik azzal a témával, hogy miért van éhínség a világon, és úgy érezték, hogy a szöveg túl öndicsőítő.
A We Are the World számos díjat nyert el, köztük három Grammy-díjat, egy American Music Awardot és egy People’s Choice Awardot. A dalt egy, a kritikusok által kedvezően fogadott videóklip népszerűsítette, továbbá videókazetta, speciális kiadású magazin, számos könyv, poszter és póló, emellett több csatorna egyszerre sugározta. Mindezeknek köszönhetően a kislemezt minden idők legnagyobb példányszámban eladott kislemezének nevezhették: 2009-re több, mint 20 millió darabot adtak el belőle, ez több, mint 63 millió dollárt jelentett a segélyszervezet és Amerika számára. A We Are the World megmutatta, hogy különböző stílusú zenészek is képesek produktívan együtt dolgozni, és erősítette azt a popzenei törekvést, hogy humanitárius problémákkal foglalkozó dalokat teremtsenek.
2010. január 12-én 7.0 erősségű földrengés volt Haiti szigetén. Az ország megsegítése érdekében elkészítették a We Are the World feldolgozását más, szintén híres énekesekkel. A We Are the World: 25 for Haiti felvétele 2010. február 1-jén volt Hollywoodban.

## A dal háttere és születése

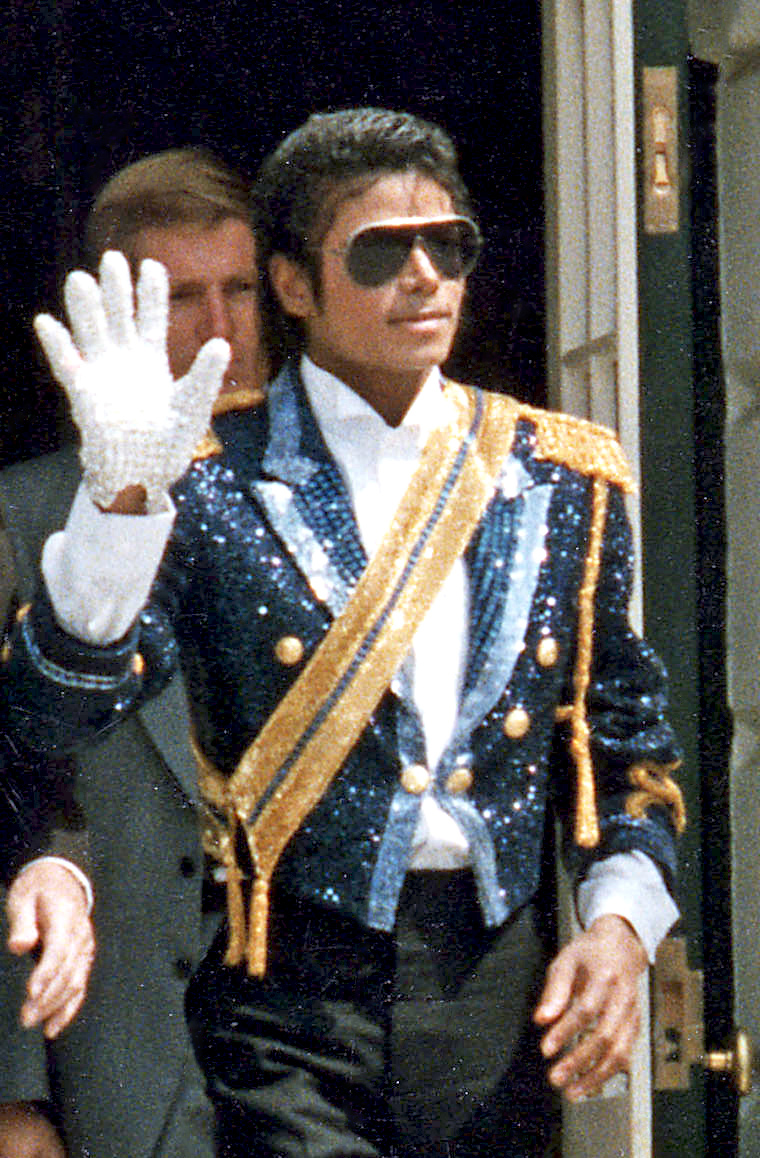
Michael Jackson 1984-ben, néhány hónappal a We Are the World megírása előtt

A We Are the World megszületése előtt Harry Belafonte amerikai művész és jótékonysági aktivista már foglalkozott egy ideje az ötlettel, hogy a korszak leghíresebb zenészei és énekesei közösen vegyenek fel egy dalt. Úgy tervezte, hogy a bevételt jótékony célra fordítja, egy új szervezet számára, amelyet United Support of Artists for Africa (USA for Africa) névre kereszteltek. A nonprofit szervezet élelemmel látná el Afrikát és segítené a szenvedőket Afrikában, főleg Etiópiában, ahol körülbelül egymillió ember halt meg az 1984–1985-ös éhínség idején. Az ötlet a brit Band Aid Do They Know It’s Christmas című dala nyomán született. Belafonte tervei szerint a befolyt összeget az amerikai nélkülöző emberek megsegítésére is fordították volna. Ken Kragen szórakoztatóipari menedzser és az alapítvány létrehozója kapcsolatba lépett Belafonte-val, aki felkérte két ügyfelét, Lionel Richie és Kenny Rogers énekeseket, hogy vegyenek részt Belafonte munkájában. Kragen és a két zenész egyetértettek abban, hogy segíteni kell Belafonte-t küldetésében, és megnyertek még egy művészt az ügynek: Stevie Wondert, hogy még egy megbecsült művész tagja legyen a projektnek. Quincy Jonest felkérték, hogy legyen a dal egyik producere, és Jones időt szakított a munkára, miközben Bíborszín című filmjét készítette.
Richie felhívta Michael Jacksont is, akinek nem sokkal korábban, 1982 novemberének végén jelent meg nagy sikerű albuma, a Thriller és épp befejezte Victory nevű turnéját testvéreivel, a The Jacksonsszal lépett fel. Jackson azt válaszolta Lionel Richie-nek, hogy nem csak énekelni szeretne a dalban, a megírásában is részt venne. Eleinte úgy tervezték, hogy a We Are the Worldöt hárman írják meg: Jackson, Richie és Wonder, de mivel Stevie Wondernek korlátozott ideje volt a projektre, végül Jackson és Richie írta meg a dalt. Hayvenhurstben kezdték el a munkát, a Jackson család Los Angeles-i házában. Egy héten keresztül minden éjszakát szövegírással és zeneszerzéssel töltöttek az énekes hálószobában, arra törekedve, hogy könnyen megjegyezhető és könnyen énekelhető dalt írjanak, ami himnusszá válhat. Jackson nővére, La Toya megnézte a munkájukat és később úgy nyilatkozott, hogy Richie csak néhány sort írt a dalhoz; kijelentette, hogy a szöveg 99%-át öccse írta, „de sosem tartotta szükségesnek ezt elmondani”. La Toya később így kommentálta a dal születését egy interjúban, amelyet a People magazinnak adott: „Mikor bementem a szobába, amíg írták a dalt, nagyon nagy csönd volt, amit furcsállottam, mert Michael rendszerint nagyon vidám, amikor dolgozik. Ez a dal nagyon hatott az érzelmeikre.”
Richie két dallamot is rögzített a We Are the Worldhöz, majd átadta Jacksonnak, aki még aznap adott hozzá zenét és szöveget. Jackson így nyilatkozott: „Szeretek gyorsan dolgozni. Előredolgoztam, anélkül, hogy Lionel tudta volna. Nem tudtam várni. Elkezdtem a munkát és még aznap éjszaka kész lett a dal – dobok, zongora, vonósok, a refrén szövege.” Ezután Jackson megmutatta a dal demófelvételét Richie-nek és Jonesnak, akik megdöbbentek; nem várták a popsztártól, hogy ilyen gyorsan átlátja a dal szerkezetét. A Jackson és Richie közötti következő találkozók terméketlenek voltak; a szerzőpáros nem tudott már többet hozzátenni a vokálhoz, így nem alkottak semmit. Csak 1985. január 21-én este fejezte be Richie és Jackson a We Are the World szövegének és a dallamának megírását, két és fél óra alatt; egy nappal a felvételek kezdete előtt.

## A felvétel
1985. január 22-én, a felvétel első éjszakáján, nagy biztonsági intézkedések közepette Richie, Jackson, Wonder és Jones megkezdték a felvételeket Kenny Rogers stúdiójában, a Lion Share Recording Studio-ban. A Kaliforniában, a Beverley Boulevard-on található stúdió megtelt zenészekkel, technikusokkal, videósokkal, kísérőkkel, asszisztensekkel és szervezőkkel, amikor a négy zenész megérkezett. Első lépésként Richie és Jackson felvettek egy vokális útmutatót a dalhoz, és kazettára másolták minden egyes meghívott előadó számára. A végleges útmutató a hatodik változat lett, mert Quincy Jones úgy érezte, hogy az első öt verziót „túlgondolkodták”.

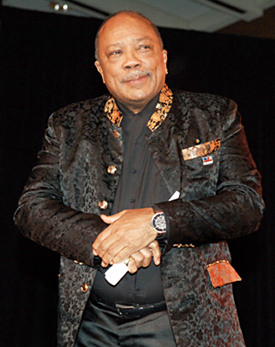
Quincy Jones volt a We Are the World felvételének kulcsfigurája.

Miután ez elkészült, Jackson és Jones gondolkodni kezdtek azon, hogyan írhatnák át a There’s a chance we’re taking, we’re taking our own lives („Kockázatot vállalunk, saját életünk vesszük el”) sort. A szerzőpáros aggódott, hogy a sor második részét a hallgatók az öngyilkosságra tett célzásnak fogják venni. Mikor meghallgatták a felvett refrént, Lionel Richie kijelentette, hogy a sor ezen részét meg kell változtatni „We’re saving our lives”-ra („Megmentjük az életünket”), amivel a többiek is egyetértettek. Quincy Jones, a producer a sor elejének megváltoztatását is javasolta. „Egy dolgot nem szeretnénk tenni, főleg nem ezzel a csapattal: úgy tenni, mintha vállon veregetnénk saját magunkat” – mondta. „Tehát igazából: 'There’s a choice we’re making' („Döntést hozunk”).” Körülbelül hajnali 1 óra 30 perckor a négy zenész a refrén dallamának vokalizálásával fejezte be az aznapi munkát, beleértve a „sha-lum sha-lin-gay” hangot is. Jones azt mondta a csapatnak, hogy nincs már mit hozzátenni az anyaghoz. „Ha túl jó lesz, valaki még lejátssza a rádióban.”
1985. január 24-én, egy nap pihenés után Jones elküldte az összes közreműködő zenésznek Richie és Jackson vokális útmutatóját. A csomagban volt egy levél is Quincy Jonestól „Művésztársaimnak” címzéssel:

A kazetták számozottak és nem tudom eléggé hangsúlyozni, mennyire fontos, hogy az anyagot ne add ki a kezedből. Kérlek, hogy ne készíts róla másolatot, és 28-án este juttasd vissza a szalagot. Évek múlva, amikor gyermekeid majd megkérdezik, hogy „Mivel járult hozzá apa és anya a világméretű éhínség elleni harchoz?”, büszkén mondhatod majd, hogy ez volt a te hozzájárulásod.

Ken Kragen 1985. január 25-én értekezletet tartott a Sunset Boulevardon lévő házában. Kragen és csapata megnevezte a helyet, ahol majd befejezik a dal felvételeit. „A legveszélyesebb információ az, hogy hol készül el a dal” – jelentette ki. „Ha ez bárhol kitudódik, káoszhelyzet alakul ki, ami teljesen tönkretehetné az egész projektet. Ha egy Prince, egy Michael Jackson, egy Bob Dylan idehajt és meglátja a tömeget a stúdió körül, garantálom, hogy nem fog bejönni.” Ugyanezen az éjszakán Tom Bahler, Quincy Jones társproducere és a vokálok elrendezője minden szólósorhoz ki kellett, hogy válassza a legmegfelelőbb hangot. „Olyan, mint a vokálrendezés egy tökéletes világban” – mondta erről Bahler. Jones nem értett egyet ezzel, szerinte ez a feladat olyan volt, mint „belegyömöszölni egy görögdinnyét egy kólásüvegbe”. Következő este Lionel Richie koreográfiai bemutatót tartott otthonában, ekkor döntötték el, hogy melyik énekes hol fog állni.
A felvétel utolsó napja 1985. január 28-án volt a hollywoodi A&M Recording Studio-ban. Michael Jackson este 9 órakor érkezett, korábban, mint a többiek, hogy fel tudja venni a saját szólórészét és a refrén egy részét. Ezt követően csatlakozott hozzá a stúdióban a USA for Africa többi művésze: Ray Charles, Billy Joel, Diana Ross, Cyndi Lauper, Bruce Springsteen és Smokey Robinson. Michael Jacksont elkísérte öt testvére: Jackie, La Toya, Marlon, Randy, és Tito. A résztvevők többsége egyenesen az American Music Award díjátadó gálaműsoráról érkezett, amelyet ugyanazon az estén tartottak. Prince is a meghívottak között volt, a We Are the World egy részében Michael Jacksonnal egymásnak énekeltek volna, de nem ment el a felvételre. Távolmaradásának okát többféleképpen magyarázták. Az egyik magazin szerint Prince nem akart más énekesekkel együtt szerepelni. Más forrás szerint az énekes azért nem akart részt venni a projektben, mert Bob Geldof, a szervező korábban abnormálisnak nevezte őt. Egy exkluzív dalt azonban adott Prince a We Are the World album számára, a 4 The Tears in Your Eyes címűt. Összesen az USA vezető zenészei és énekesei közül több mint 45 közreműködött a felvételen, és további 50 jelentkezőt el kellett utasítani.
A stúdió ajtaja fölött a zenészeket egy felirat fogadta: „Kérjük, hagyd az egódat az ajtón kívül.” Stevie Wonder is üdvözölte az érkezőket, és azt mondta nekik, ha nem sikerül a felvételt elsőre elkészíteni, akkor ő és Ray Charles, a két vak énekes fog mindenkit autóval hazavinni.
Mindenki elfoglalta a helyét és 10:30 körül elkezdték a felvételt. Néhány órával később Stevie Wonder bejelentette, hogy szeretné lecserélni a „sha-lum sha-lin-gay” sort egy szuahéli nyelven íródott sorra. Ekkor Waylon Jennings elhagyta a stúdiót és nem is ment vissza, állítólag úgy érezte, hogy egyik „öregfiú” sem énekelne szuahéli nyelven. Parázs vita bontakozott ki, és több énekes visszautasította a javaslatot. A „sha-lum sha-lin-gay” sor is többeknek nem tetszett, ezért törölték a szövegből és úgy döntöttek, olyan szöveget tesznek be a helyére, amelynek valami jelentése is van angolul. Ezt a sort választották: One World, Our Children – „Egy világ, a mi gyermekeink”, amely a legtöbb résztvevőnek elnyerte a tetszését.
Kora reggel két etióp nő lépett be a stúdióba, Stevie Wonder vendégei. A kislemez készítői elhatározták, hogy a bevétel egy részét az etiópiai éhínségben szenvedő embereknek fogják adni. A két nő országuk nevében köszönetet mondott a művészeknek, ami többeknek könnyet csalt a szemébe. Miután a két etióp távozott, Wonder megkísérelte feldobni a hangulatot. Azzal viccelt, hogy a felvétel alatt esélye volt „látni” Ray Charles-t. „Valahogy mindig beleütközünk egymásba!” A dal szólórészeit minden probléma nélkül rögzítették. A We Are the World végső verziója reggel 8 órára készült el.

## A zene és a vokál felépítése
A dalt többes szám első személyben éneklik, hogy a közönség azonosulni tudjon a dallal, amikor a we („mi”) szót énekli az előadókkal együtt. A dal egy jellemzés szerint „az emberi együttérzésre apellál”. A dal refrénjének első sora kijelenti: „Mi vagyunk a világ, mi vagyunk a gyermekek, mi tesszük szebbé a jövőt, kezdjünk adakozni”.
A szöveg első versszakát Lionel Richie, Stevie Wonder, Paul Simon, Kenny Rogers, James Ingram, Tina Turner és Billy Joel énekli. Michael Jackson és Diana Ross követi őket az első refrénnel. Dionne Warwick, Willie Nelson és Al Jarreau énekli a második versszakot, mielőtt Bruce Springsteen, Kenny Loggins, Steve Perry és Daryl Hall előadná a második refrént. Michael Jackson, Huey Lewis, Cyndi Lauper és Kim Carnes énekli az átvezető szakaszt. A dal struktúrája „a folyamatos meglepetés érzését keltette, és érzelmileg egyre magasabbra tört”. A We Are the World végén Bob Dylan és Ray Charles énekli a refrént, ezután Bruce Springsteen és Stevie Wonder duettje következik, majd ismét Ray Charles és James Ingram.

## A USA for Africa zenészei

### Karmester

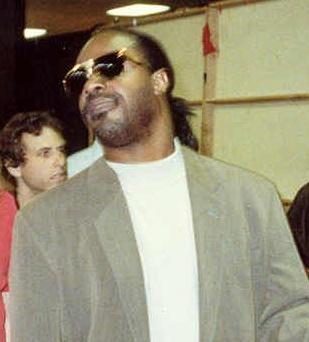
Stevie Wonder

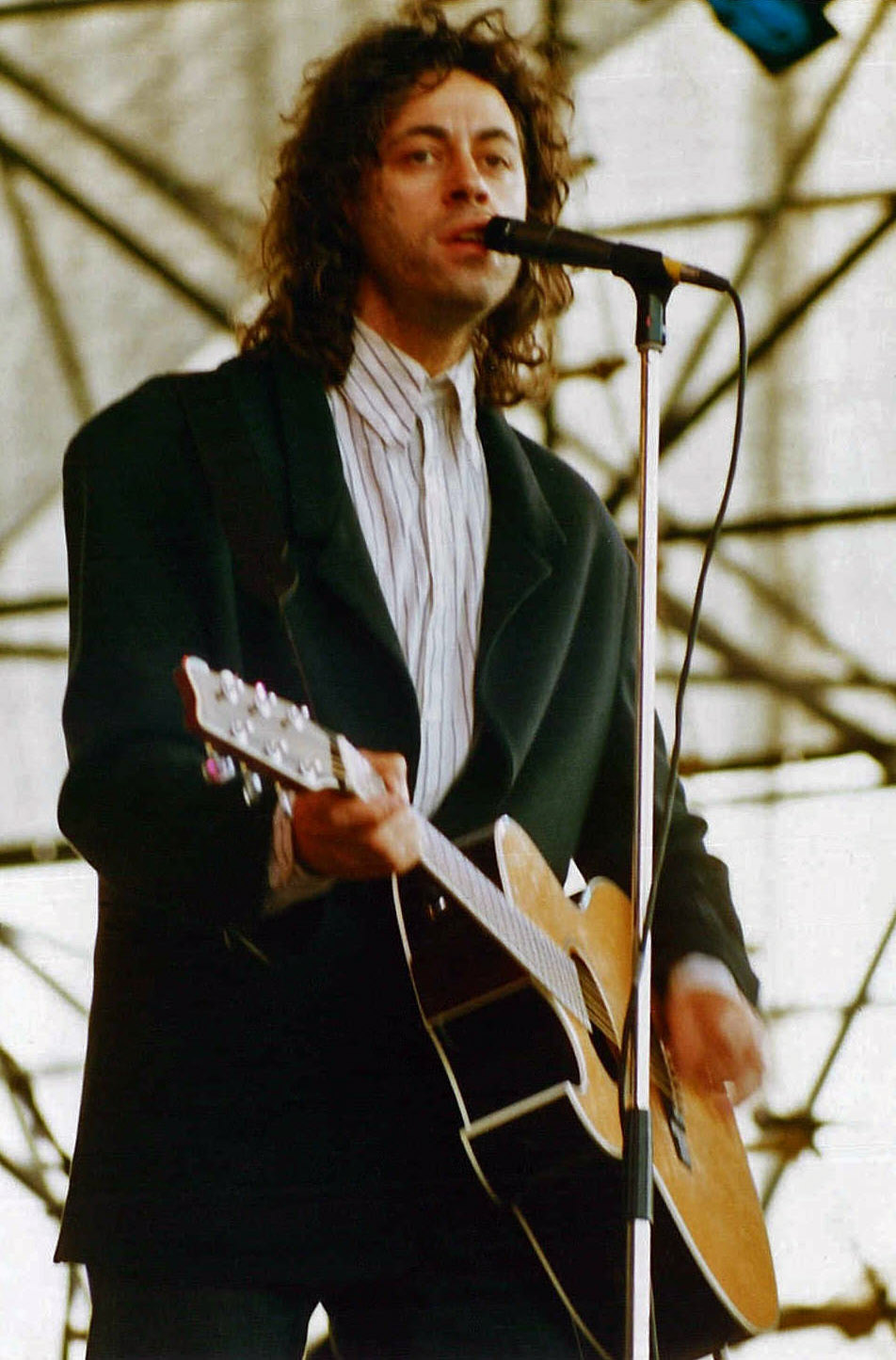
Bob Geldof

- Quincy Jones

Szólóénekesek (a megjelenés sorrendjében)
| - Lionel Richie - Stevie Wonder - Paul Simon - Kenny Rogers - James Ingram - Tina Turner - Billy Joel - Michael Jackson - Diana Ross - Dionne Warwick - Willie Nelson | - Al Jarreau - Bruce Springsteen - Kenny Loggins - Steve Perry - Daryl Hall - Huey Lewis - Cyndi Lauper - Kim Carnes - Bob Dylan - Ray Charles |

Kórus
| - Dan Aykroyd - Harry Belafonte - Lindsey Buckingham - Mario Cipollina - Johnny Colla - Sheila E. - Bob Geldof - Bill Gibson - Chris Hayes - Sean Hopper - Jackie Jackson - La Toya Jackson | - Marlon Jackson - Randy Jackson - Tito Jackson - Waylon Jennings - Bette Midler - John Oates - Jeffrey Osborne - Anita Pointer - Ruth Pointer - Smokey Robinson |

## Megjelenés és fogadtatás
A We Are the World 1985. március 7-én jelent meg 7" és 12" kislemez formátumban. Ez a dal a We Are the World című album egyetlen kislemeze. A dal az egész világon nagy sikereket ért el a slágerlistákon. Az Egyesült Államokban az első helyre került a Billboard R&B-slágerlistán, a Hot Adult Contemporary Tracks listán és a Billboard Hot 100-on, ahol egy hónapot töltött.
A kislemez a 21. helyen került fel a Billboard Hot 100-ra; ez volt a legmagasabban debütáló dal Michael Jackson Thriller című dala óta, ami az előző évben a 20. helyről indult. A We Are the Worldnek 4 hétbe került a feljutás az első helyre, ez feleannyi idő, mint amennyire általában szükségük volt a daloknak ehhez. Ez a dal lett az első a The Beatles Let It Be című dala óta, amelynek már a megjelenése utáni második héten sikerült a top 5-be kerülnie. Felérhetett volna hamarabb is az első helyre, ha kisebb sikert ért volna el Phil Collins One More Night című dala, melyet a pop- és rockkedvelő közönség is kedvezően fogadott. A We Are the World a Billboard Top Rock Tracks és Hot Country Singles listájára is felkerült, ahol a 27. illetve a 76. helyen végzett. A dal első helyezett lett Franciaországban, Új-Zélandon, Hollandiában, Norvégiában, Svédországban, Svájcban és az Egyesült Királyságban. A 2. helyen végzett Ausztriában, a 12. helyre került Olaszországban és a 18.-ra Dániában.
A kislemez kereskedelmileg is nagy sikert könyvelhet el magának, a boltokba került első 800 000 példány három nap alatt elfogyott. A lemez a könnyűzene történetének leggyorsabban fogyó amerikai popkislemeze lett. A Tower Records egyik üzletében a Sunset Boulevardon, Hollywood nyugati részén, a kislemez 1000 példányát adták el két nap alatt. Az üzletben dolgozó eladó, Richard Petitpas így nyilatkozott: „Egy első helyezett kislemezből körülbelül 100-125 darabot adunk el egy héten. Ez hihetetlen!” 1985 végére a We Are the World az év legnagyobb példányszámban eladott kislemeze lett, és az 1980-as éveket az évtized legsikeresebb kislemezeként zárta. Végül a világ legnagyobb példányszámban elkelt kislemeze lett az Egyesült Államokban és a popzene történetében. Ez a dal lett a legelső kislemez, amely multi-platinalemez minősítést kapott: a RIAA négyszeres platinalemezzé minősítette. 20 millióra becsülik a világszerte eladott kislemezek számát.
A dalt vegyes fogadtatásban részesítették az újságírók, kritikusok és a közönség. Greil Marcus amerikai újságíró szerint Pepsi-reklámzenére hasonlított. Szarkasztikusan megjegyezte: „a Választást hozunk állandó ismételgetése annyira hasonlít a Pepsi védjegyes Egy új nemzedék választása szlogenjére, hogy a Pepsivel szerződésben álló szerzők, Michael Jackson és Lionel Richie nyilván minden hátsó szándék nélkül írta így, teljesen biztos, hogy csak véletlen a dolog. (…) Ha a nagyobb képet nézzük, a We Are the World nem annyira Etiópiáról szól, mint inkább a Pepsiről, és a végeredmény valószínűleg nem annyira az lesz, hogy egyes etiópok kicsivel tovább élnek, hanem az, hogy a Pepsi elérte, hogy a reklámszövegét ingyen elénekelje Ray Charles, Stevie Wonder, Bruce Springsteen és a többiek.” Reebee Garofalo is egyetértett vele, és ízléstelen önreklámnak tartotta a dal „Saját életünket is megmentjük ezzel” sorát. Szerinte a USA for Africa művészei „saját megváltásukat hirdetik azzal, hogy olyasmiről énekelnek, amit sosem fognak átélni, egy olyan nép nevében, amelynek tagjaival legtöbbjük sosem fog találkozni.”
Stephen Holden, a The New York Times munkatársa azonban dicsérte a ”Választanunk kell, saját életünket is megmentjük ezzel” sort, és a dalt művészi győzelemnek nevezte; úgy vélte, a Band Aid Do They Know It’s Christmas dalával ellentétben a We Are the World kiemeli az egyes énekesek egyéniségét. Azzal zárta sorait, hogy a dal akkor is megállná a helyét, ha nem szupersztárok énekelnék.
A dal az idősebb és fiatalabb hallgatóság körében is sikert aratott. A közönségnek tetszett, hogy ennyi híres előadó énekel egy dalban, és az is, hogy a lemezért kiadott pénz nemes ügyet szolgál; emiatt voltak, akik több példányban is megvették. „Nagyszerű dal lenne akkor is, ha nem ilyen szép céllal írják” – mondta róla egy vásárló. – „Jó szórakozás megpróbálni beazonosítani az egyes énekeseket, és jó érzés, hogy segíthetek a rászorulókon.”
Dave Marsh zenekritikus, Bruce Springsteen életrajzírója szerint a We Are the Worldöt a rockzenerajongó közönség nem nagyon fogadta el, mert „rockfelvétel, az éhínséget okozó politika kritikája, kísérlet az éhínségek okainak megtalálására, és az Elvis Presley utáni popzene teljes spektrumának felvonultatása”. Marsh szerint némelyik kritika jogos, a többi azonban nem, és a dal, bár szentimentális, nagyszabású popesemény komoly politikai felhangokkal.
A We Are the World számos díjat elnyert. Az 1986-os Grammy-díjátadón négy Grammy-díjat nyert: az év felvételének, az év dalának, a legjobb, duó vagy együttes által készített dalnak és a legjobb rövid formátumú videóklipnek járót. Az 1985-ös MTV Video Music Awards díjkiosztón a legjobb csoportos videóklipnek járó díjat nyerte el és közönségdíjas is lett. A People's Choice Awards 1986-ban a legjobb új dalnak járó díjjal tüntette ki. Ugyanebben az évben az American Music Awards díjkiosztón az év dala lett, és a szervező Harry Belafonte is díjat nyert érte. Belafonte a díj átvételekor köszönetet mondott Ken Kragennek, Quincy Jonesnak és „a két művésznek, akiknek nagy tehetsége nélkül nem lettünk volna ennyire ihletettek: Mr. Lionel Richie-nek és Mr. Michael Jacksonnak.” Belafonte beszéde után a USA for Africa több tagja a We Are the World előadásával zárta a rendezvényt.

### Magyarországon
Még a megjelenés évének szilveszterén Hofi Géza kifigurázta Piál a Föld címmel.
A Hofi-féle paródiában kilencen jelentek meg: Lionel Richie, Tina Turner, Stevie Wonder, Michael Jackson, Kenny Rogers, Ray Charles, Bruce Springsteen, Diana Ross, Cyndi Lauper.

## Számlista
Kislemez
1. We Are the World – 7:09

VHS Video Event 1
1. We Are the World – 7:09
2. Dancin’ in the Street

VHS Video Event Special Edition
1. MusicVision Logo/We Are the World – 7:27
2. We Are the World: Behind the Scenes
3. Michael Jackson’s We Are the World Demo at the Studio

## Promóció
A We Are the Worldöt nagyszabású reklámkampány kísérte: a videóklip mellett ennek része volt egy videókazetta, könyvek, poszterek, pólók és kitűzők. A hivatalos reklámtermékek eladásából származó teljes bevétel egyenesen a USA for Africa segélyalapjába került be. Minden termék jól fogyott, a We Are the World: The Video Event című videókazetta, melyen a dal felvételének dokumentumfilmje szerepelt, 1985 kilencedik legmagasabb példányszámban megvásárolt videókazettája lett.
A videóklip kritikákat is vonzott. Néhány kritikus úgy vélte, hogy Michael Jackson „képtelen volt az ajtón kívül hagyni az egóját” a felvételkor, mert ide is flitteres zoknit, fél pár kesztyűt és napszemüveget vett fel. Az énekes azt mondta, azért vette fel a jellegzetes zoknit, hogy a közönség fel tudja ismerni. A klipben a kamera lentről felfelé mutatja Jackson alakját, ezután látjuk csak meg az arcát. Az énekes viccelődött is a felvétel előtt: „Az emberek rögtön fel fognak ismerni, amint meglátják a zoknimat. Próbálnák meg Bruce Springsteen zokniját mutatni, kíváncsi lennék, ki ismerné fel, hogy kihez tartozik.” Jacksont azért is támadták, mert a többi énekestől külön vette fel a saját szólórészét; úgy vélték, különbnek tartja magát másoknál. A Jacksont védők szerint az énekes csak maximalista volt, ha a többi nagy nevű énekessel együtt kellett volna a felvételt elkészítenie, megilletődött lett volna és nem tudta volna a legjobb teljesítményt nyújtani; egyébként is közismerten félénk.
A jótékonysági projektet az amerikai Life magazin egy különkiadása is népszerűsítette. Az A&M stúdiójába egyedül ennek a magazinnak a képviselőit engedték be 1985. január 28-án éjszaka, minden más sajtóorgánumnak megtiltották, hogy a felvétel ideje alatt az eseményről tudósítson. A Life 1985 áprilisi számában címlapsztorit hozott le a dal felvételéről, a címlapon a USA for Africa hét tagja szerepelt: Bob Dylan, Bruce Springsteen, Cyndi Lauper, Lionel Richie, Michael Jackson, Tina Turner és Willie Nelson. A magazinban közöltek még fotókat az énekesekről munka közben és a felvétel szünetében.
1985. április 5-én (nagypénteken), a We Are the World nagy nyilvánosságot kapott: délelőtt 10:25-kor világszerte egyszerre több mint 8000 rádióállomás játszotta le a dalt. Ezt azért tették, hogy megmutassák, támogatni akarják az etiópiai, éhínségben szenvedő embereket. A dalt lejátszotta a Muzak nevű csatorna is, amely az Egyesült Államok 110 000 áruházában és hivatalában sugároz háttérzenét. Ez volt a második alkalom, hogy a Muzak emberi hangot adott le; az első 1981-ben történt, amikor a csatornán bejelentették, hogy Iránban szabadon engedték az amerikai túszokat. Mikor a We Are the Worldöt leadták, emberek százai énekelték a dalt a New York-i Szent Patrik-katedrális lépcsőjén. A rádiók a következő év nagypéntekén is megismételték a szimultán sugárzást.
A We Are the World további publicitást kapott 1986. május 25-én, egy újabb amerikai jótékonysági esemény kapcsán. Ez volt a Hands Across America, a USA for Africa következő projektje, melynek során emberek milliói formáltak láncot egymás kezét fogva, egész Amerikán keresztül. Ezzel a jótékonysági akcióval az amerikai éhező és hajléktalan emberekre akarták felhívni a figyelmet. Michael Jackson szerette volna, ha a We Are the World lesz ennek az eseménynek a hivatalos dala, de a USA for Africa többi vezetője ezt nem szavazta meg, helyette elhatározták, hogy új dalt írnak, amely a Hands Across America címet kapta. Az új dal azonban nem hozta meg azt a sikert, amit vártak tőle – emiatt Jackson lemondott a USA for Africában betöltött vezető tisztségéről.

## Humanitárius segély

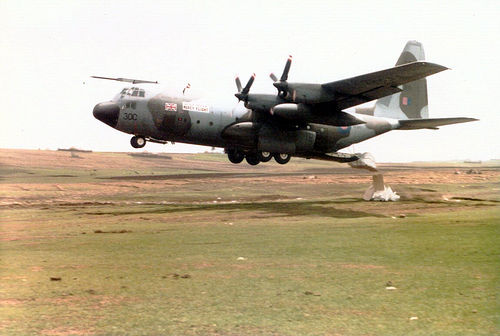
Katonai repülőgép élelmiszert dob le az 1984–1985-ös etiópiai éhínség idején

Négy hónappal a We Are the World megjelenése után a USA for Africa bevétele majdnem elérte a 10.8 millió dollárt. Ennek a többsége az USA-beli lemezeladásokból származott, adakozásból ez alatt az idő alatt majdnem 1.3 millió dollár folyt be. 1985 májusában a USA for Africa tisztségviselői úgy becsülték meg, hogy a hivatalos termékekből 45 és 47 millió dollárnyi összeg folyt be. Ken Kragen bejelentette, hogy nem egyszerre fogják szétosztani az összes pénzt, ehelyett az alapítvány hosszú távú megoldást keres Afrika problémáira. „Elkölthetnénk egyszerre az összeset, és talán megmentenénk vele pár életet, de az csak olyan lenne, mint egy súlyos sebre ragtapaszt tenni.” Megjegyezte, hogy szakértők szerint legalább 10–20 évbe telik egy keveset segíteni Afrika régóta fennálló problémáin.
1985 júniusában elindult Etiópiába és Szudánba a USA for Africa első repülőgépe, élelmiszerekkel, gyógyszerrel és ruhákkal megrakodva. Útközben leszállt New Yorkban, ahol rakományához 15 000 pólót adtak hozzá. A rakománynak részét képezték magas fehérjetartalmú kekszek, vitaminok, gyógyszer, sátrak, takarók és hűtőberendezések. Harry Belafonte a USA for Africa zenészeinek képviseletében még ugyanebben a hónapban ellátogatott Szudánba. Ez volt az utolsó állomás négy állomásból álló afrikai körútján. A tanzániai miniszterelnök, Szálim Ahmed Szálim üdvözölte, és kijelentette, hogy „engem és Tanzánia népét megindít az emberi együttérzésnek ez a hatalmas kinyilvánítása”.
Egy évvel a We Are the World megjelenése után már 44.5 millió dollár gyűlt össze, és a USA for Africa tagjai biztosak voltak benne, hogy elérik a kitűzött célt, az 50 milliót. 1986 októberében bejelentették, hogy a célt elérték és meghaladták. A CBS Records egy 2.5 millió dolláros csekket adományozott nekik, amivel a teljes összegyűjtött összeg 51.2 millió dollár lett. A Hands Across America is rengeteg pénzt gyűjtött össze az egyesült államokbeli éhezők megsegítésére – körülbelül 24.5 millió dollárt.
Megjelenése óta a We Are the World több mint 63 millió dollárt hozott, amit humanitárius célokra fordítottak. Kilencven százalékát az afrikai éhezők megsegítésére fordították, a hosszú és rövid távú problémák megoldására is. A hosszú távú megoldások alatt a születésszabályozás elterjesztését és az élelmiszerelőállítást ösztönözték. A fennmaradó 10%-ot az USA-beli éhezők és hajléktalanok megsegítésére fordították. Afrikában hét országban több mint 70 projektet indítottak a pénzből a mezőgazdaság, halászat, vízgazdálkodás, gyárak és erdőújratelepítés területén. Emellett oktatási programokat is finanszíroztak Mozambik, Szenegál, Csád, Mauritánia, Burkina Faso és Mali területén.

## Nevezetes koncertelőadások
A We Are the Worldöt a USA for Africa tagjai számos alkalommal előadták együtt és szólóban is. Az egyik első előadásra 1985-ben került sor a Live Aid rockzenei koncert során – a végén több mint 100 előadó énekelte a dalt együtt a színpadon. Harry Belafonte és Lionel Richie is jelen volt. Michael Jackson szeretett volna csatlakozni hozzájuk, de sajtóügynöke, Norman Winter szerint épp „éjjel-nappal dolgozott a stúdióban egy projekten, aminek nagyon elkötelezte magát”.
1993-ban Bill Clinton elnök beiktatásakor is előadták a dalt. A rendezvény, amit Clinton hollywoodi barátai rendeztek a Lincoln-emlékműnél, több százezres közönséget vonzott; sztárok közül ott voltak Aretha Franklin, LL Cool J, Michael Bolton és Tony Bennett A rendezvény részét képezte a We Are the World előadása; Clinton, a felesége, Hillary és a lányuk, Chelsea együtt énekelte a dalt Kenny Rogersszel, Diana Ross-szal és Michael Jacksonnal. A The New York Times újságírója, Edward Rothstein így emlékezett meg az eseményről: „A legmaradandóbb emlék Mr. Clinton, amint együtt énekli a többiekkel a We Are the Worldöt – az első elnök, aki, ha sikertelenül is, de próbál menő lenni.”
Michael Jackson 2009 júniusában szívrohamban meghalt. Temetését július 7-én tartották, a ceremóniát több mint egymilliárd ember követte. A megemlékezés fináléját képezte a We Are the World és a Heal the World előadása. A We Are the World előadását Darryl Phinnessee vezette, aki az 1980-as évek óta dolgozott együtt Jacksonnal. Énekelt Lionel Richie, a dal társszerzője, valamint Jackson családja, köztük a gyermekei is. Ezt követően a We Are the World 1985-ös megjelenését követően először ismét felkerült az amerikai slágerlistákra.A Billboard Hot Digital Songs slágerlistának az 50. helyére került fel.

## A dal öröksége
A We Are the World korábban nem tapasztalt nemzetközi figyelmet irányított Afrikára, olyan hagyományt teremtett, melyet számos zenész szeretett volna folytatni. A The New York Times újságírója, Stephen Holden megjegyezte, hogy a dal sikere óta egyre gyakrabban készülnek olyan popdalok, melyek emberi jogi problémákra hívják fel a figyelmet. A We Are the World azt is megmutatta, hogy zeneileg és fajilag egymástól nagyon eltérő zenészek is tudnak együtt dolgozni. Az Ebony magazin szerint amikor Quincy Jonesnak sikerült összehoznia ezt a csapatot, „olyan pillanat a világ zenei életében, ami megmutatta, hogy változtatni tudunk a világon”. A We Are the World, a Live Aid és a Farm Aid megmutatta, hogy a rockzene már több, mint puszta szórakozás: politikai és társadalmi mozgalom is. Robert Palmer újságíró szerint az ehhez hasonló dalok és események képesek rengeteg emberhez eljutni szerte a világon, üzenetet átadni nekik és eredményeket érni el.
A We Are the World megjelenése óta számos dalt vettek fel hasonló módon azzal a céllal, hogy segítsenek a világ éhezőin. Az egyik hasonló esemény az volt, amikor latin-amerikai zenészek – köztük Julio Iglesias, José Feliciano és Sérgio Mendes – supergroupot alkottak Hermanos del Tercer Mundo, „A harmadik világ testvérei” néven. Dalukat ugyanabban a stúdióban vették fel, ahol a We Are the World felvételei is zajlottak. A bevétel felét az USA for Africa rendelkezésére bocsátották, a többit szegény latin-amerikai országokban fordították jótékony célra.
2005-ben ünnepelték a We Are the World megjelenésének 20. évfordulóját. Világszerte számos rádióadó játszotta le a dalt egyszerre, és megjelent egy kétlemezes DVD is We Are the World: The Story Behind the Song („Mi vagyunk a világ: A történet a dal mögött”) címmel. Ken Kragen kijelentette, hogy az ünneplés célja nem az, hogy saját magukat tömjénezzék, amiért jó munkát végeztek, hanem hogy még többet tehessenek az eredeti jótékony célért. Harry Belafonte a 20. évfordulón kijelentette, hogy a dal „kiállta az idők próbáját”, és mindenki, aki elég idős ahhoz, hogy emlékezzen rá, legalább dúdolni el tudja.

## 25 for Haiti

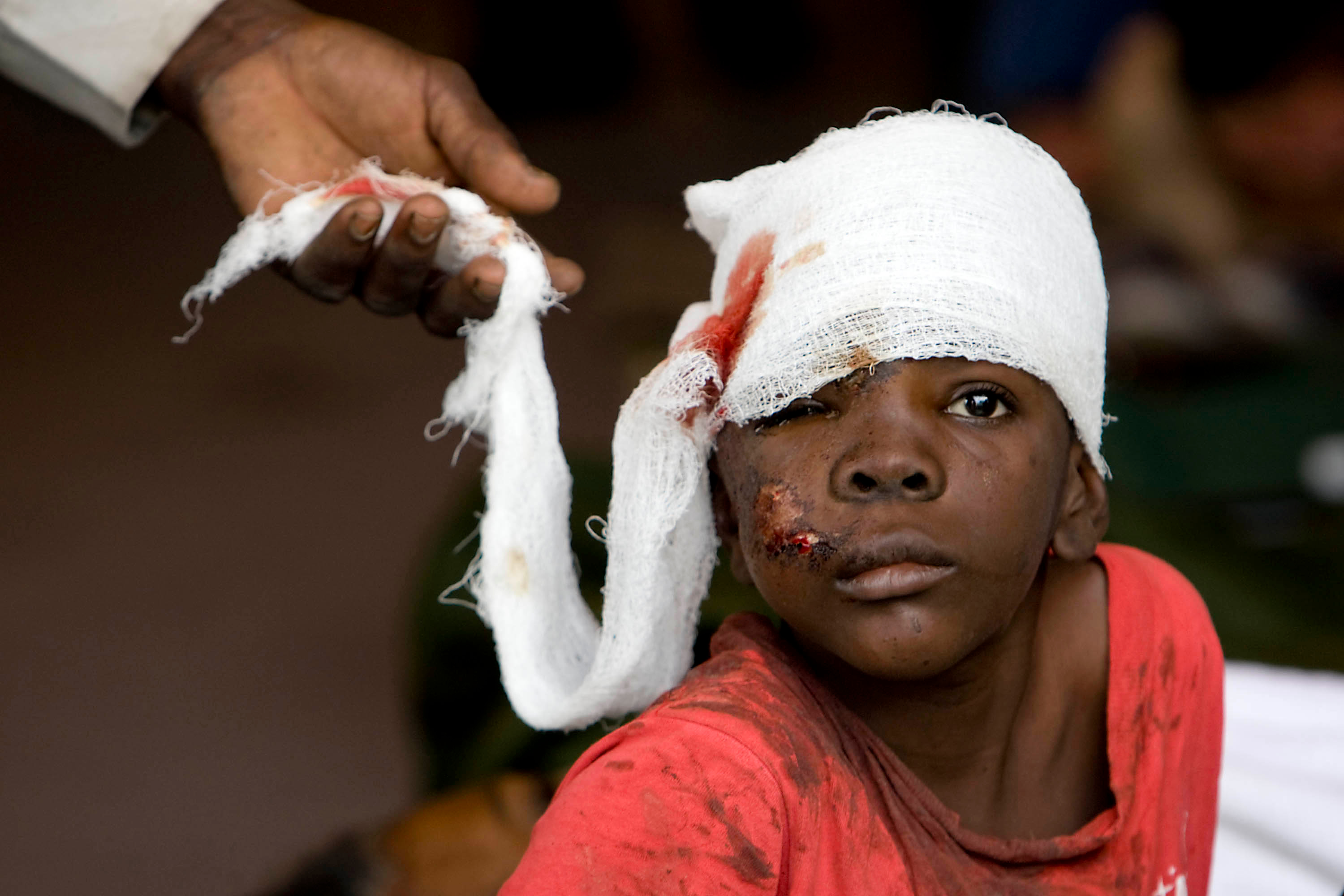
A földrengés több százezer sérültjének egyike

2010. január 12-én 7-es magnitúdójú földrengés rázta meg Haitit. Több mint 23000 halálos áldozata és körülbelül 300 000 sérültje volt az ország elmúlt kétszáz éve legsúlyosabb földrengésének. Körülbelül 1,2 millió ember lett hajléktalan, és az ideiglenes szállások hiányában félő volt, hogy járvány tör ki.
Az áldozatok megsegítésére február 1-jén új sztárokkal felvették a We Are the World új változatát, és február 12-én megjelentették. Több mint 75 sztár vett részt a dal elkészítésében; a felvételek ugyanabban a stúdióban zajlottak, mint az eredeti dalé. Az új változatnak némileg eltérő szövege van és egy Haitiről szóló rapbetét. Anyjuk, Katherine kérésére Michael Jackson húga, Janet duettet énekel elhunyt bátyjával. A videóklipben Michael Jacksont ábrázoló archív képsorok szerepelnek az eredeti klipből.
Február 20-án felkerült a YouTube-ra egy nem híres, független zenészek által elkészített változat, a We Are the World 25 for Haiti (YouTube Edition). Lisa Lavie énekes-dalszerző szervezésében 57 előadó vett részt benne a világ minden tájáról. Ez a változat az 1985-ös eredetihez áll közel stílusban, a rapbetét nem szerepel benne, és a minimumra van szorítva az auto-tune használata, ami a sztárok által készített feldolgozásra jellemző. Szintén 2010-ben készült egy spanyol nyelvű feldolgozás is, a Somos el mundo, aminek szövegét Emilio Estefan és Gloria Estefan írták; producere Emilio, Quincy Jones és a projektet finanszírozó Univision Communications.

## Helyezések (1985)
| Slágerlista                                        | Legmagasabb helyezés |
| -------------------------------------------------- | -------------------- |
| Brit kislemezlista                                 | 1                    |
| Dán kislemezlista                                  | 18                   |
| Francia kislemezlista                              | 1                    |
| Holland kislemezlista                              | 1                    |
| Kanadai RPM magazin adult contemporary slágerlista | 1                    |
| Kanadai RPM magazin top kislemezlista              | 1                    |
| Norvég kislemezlista                               | 1                    |
| Olasz kislemezlista                                | 12                   |
| Osztrák kislemezlista                              | 2                    |
| Svájci kislemezlista                               | 1                    |
| Svéd kislemezlista                                 | 1                    |
| USA Billboard Hot 100                              | 1                    |
| USA R&B kislemezlista                              | 1                    |
| USA Billboard Hot Country                          | 76                   |
| Új-zélandi kislemezlista                           | 1                    |

| Ország             | Minősítés       | Elkelt példányszám |
| ------------------ | --------------- | ------------------ |
| Egyesült Államok   | 4× platinalemez | 8 000 000          |
| Egyesült Királyság | Ezüstlemez      | 250 000            |
| Finnország         |                 | 7750               |
| Franciaország      | Platinalemez    | 965 000            |
| Japán              |                 | 311 000            |
| Kanada             | 3× platinalemez | 300 000            |
| Összesen           |                 | 9 555 000          |

## Bibliográfia
- (1992) Reebee Garofalo: Rockin' the Boat. South End Press, Boston ISBN 0896084272[95]
- (1993) Lisa D. Campbell: Michael Jackson: The King of Pop. Branden Books. ISBN 978-0828319577[96]
- (2004) George Nelson: Michael Jackson: The Ultimate Collection booklet. Sony BMG.
- (2003) Dave Marsh: Bruce Springsteen: Two Hearts. Routledge, New York ISBN 978-0415969284[97]
- (1991) Randy J. Tarraborelli: The Magic and the Madness. Citadel ISBN 978-1559720649[98]
- (2004) David Breskin, Cheryl McCall, Robert Hilburn: We Are the World: The Story Behind the Song booklet. Perigee. ISBN 9780399511721[99]
- (2001) John Braheny: The Craft and Business of Songwriting. Writer's Digest Books. ISBN 978-1582970851[100]
- (2006) Sharon Davis: Stevie Wonder: Rhythms of Wonder. Anova Books. ISBN 978-1861059659[101]

## Külső hivatkozások
- A We Are the World eredeti videóklipje
- A dal szövege angolul[halott link]